# Англійська національна опера
Англійська національна опера (англ. English National Opera) — один з найбільших оперних театрів Британії, домашньою сценою якого є Лондонський колізей (London Coliseum). Заснований в 1931 році як оперний театр «Седлерс Веллс» (за назвою театру, у приміщенні якого проходили спектаклі). З 1958 року трупа виступає в лондонському «Колізеумі» (2360 місць). Сучасну назву театр одержав у 1974 році.
Серед головних диригентів театру Л. Коллінгвуд, А. Гібсон, Дейвіс, Маккерас й інші. Репертуар театру включає твори Моцарта, Вагнера (у тому числі «Кільце нибелунга»), Яначека (ряд творів якого поставлений тут уперше на англійській сцені), Стравінського й багатьох інших. В 1985-93 роках театр очолював П. Джонас (р. 1946). Трупа гастролювала в СРСР (1990). Спектаклі йдуть переважно  англійською мовою.